# Imitació a la vida
Imitació de la vida (en anglès: Imitation of Life) és una pel·lícula estatunidenca dirigida per John M. Stahl l'any 1934. Està basada en la novel·la Imitation of Life de Fannie Hurst i la protagonitzen Claudette Colbert, Louise Beavers i Warren William. Va tenir tres nominacions als premis Óscar de 1935. El 1959, Douglas Sirk va estrenar una adaptació, Imitació a la vida, protagonitzada per Lana Turner.

## Sinopsi
Bea Pullman és una jove vídua amb una filla petita que, un dia inesperadament i per casualitat contracta, o més aviat acull, a Delilah Johnson, una dona negra també vídua i amb una filla, per a cuidar de la seva llar i de la seva nena.
Un matí, Bea prova l'esmorzar que Delilah ha fet i descobreix que aquesta fa les millors coques que ha provat mai. Ràpidament se li acut que, si es fes un negoci amb aquestes coques com a producte principal, podrien arribar a tenir èxit. A mesura que avança el film aquest es converteix en un negoci important i, l'empresa que elabora, empaqueta i distribueix el preparat per a fer les coques de la tia Delilah es fa famosa a tot el país.
Malgrat l'èxit professional que li permetria viure luxosament a la seva pròpia casa, Delilah vol quedar-se amb les Pullman i continua cuidant de Bea i de les dues nenes, Jessie Pullman i Peola Johnson. Les dues dones són inseparables, igual que les seves filles.
Els anys passen i els problemes arriben. Peola, que és de pell blanca malgrat tenir una mare negra, rebutja que se la consideri com a negra en la societat segregacionista de l'època i acabarà renegant de la seva pròpia mare. Per la seva part Jessie s'enamora del nòvio de la seva mare quan aquesta, després de molts anys treballant dur i rebutjant tota vida sentimental, per fi es prepara a casar-se.

## Repartiment
- Claudette Colbert - Beatrice "Bea" Pullman
- Warren William - Stephen "Steve" Archer
- Rochelle Hudson - Jessie Pullman, amb 18 anys
- Ned Sparks - Elmer Smith
- Louise Beavers - Delilah Johnson
- Fredi Washington - Peola Johnson, als 19 anys
- Dorothy Black - Peola Johnson, als 9 anys
- Juanita Quigley - Jessie Pullman, als 3 anys
- Marilyn Knowlden - Jessie Pullman, als 8 anys
- Alan Hale - Martin, el venedor de mobles
- Henry Armetta - El pintor
- Wyndham Standing - Jarvis, el majordom de Bea
- William Austin - Un anglès en la festa (no acreditat)
- Edgar Norton - Majordom de la festa (no acreditat)

## Reconeixements
El 2005, aquest llargmetratge del cinema clàssic va ser considerat un dels 25 films «culturals, històrics o estèticament significatius» seleccionats per a figurar en el National Film Registry per a la seva conservació a la Biblioteca del Congrés dels Estats Units.

### Premis Óscar
La pel·lícula va ser nominada a Millor Pel·lícula, Millor so i Millor Assistent de Direcció, de l'any 1934. En aquella edició, Claudette Colbert es va fer amb l'Óscar gràcies al film que va dirigir Frank Capra Va succeir una nit, enduent-se el premi a la Millor Actriu Protagonista